# Super Bowl VIII
Super Bowl VIII var den ottende udgave af Super Bowl, finalen i den amerikanske football-liga NFL. Kampen blev spillet 13. januar 1974 på Rice Stadium i Houston og stod mellem Miami Dolphins og Minnesota Vikings. Dolphins vandt 24-7, og tog dermed den anden Super Bowl sejr i holdets historie.
Kampens MVP (mest værdifulde spiller) blev Dolphins running back Larry Csonka.
| NFL | Spire Denne artikel om NFL er en spire som bør udbygges. Du er velkommen til at hjælpe Wikipedia ved at udvide den. |